# Adolf Noreen
Adolf Gotthard Noreen (né le 13 mars 1854 à Östra Ämtervik, municipalité de Sunne, décédé le 13 juin 1925 à Uppsala) est un linguiste suédois qui est membre de l’Académie suédoise de 1919 jusqu'à sa mort. 
Noreen étudie à l’Université d'Uppsala et se spécialise dans la dialectologie suédoise dans ses premiers travaux, pour ensuite étudier le domaine plus large de la linguistique historique. Il est néogrammarien et soutient la Réforme de l'orthographe. 

## Biographie
Noreen est né dans le Värmland. Il devient étudiant à l’Université d’Uppsala en 1871 et y termine son doctorat en 1877. Il devient professeur à l’université la même année. Noreen passe la majeure partie de 1879 à l’Université de Leipzig, à l’origine de l’école néogrammarienne de linguistique – une école à laquelle Noreen a appartenu pendant toute sa vie littéraire. À Leipzig, Noreen apprend le lituanien avec August Leskien, un pionnier de la recherche sur les modifications phonétiques. 
Une grande partie des premières œuvres de Noreen est axée sur la dialectologie suédoise, principalement dans sa province natale de Värmland et dans la province voisine de Dalarna. Son travail, qui est le premier en Suède à utiliser les découvertes des néogrammariens, reste influent dans le domaine jusqu’au XXe siècle. L’orientation académique de Noreen dans les années 1880 se déplace vers le domaine de la linguistique historique, principalement centrée sur les langues germaniques. Ses grammaires du vieux norrois occidental et du vieux suédois sont toujours utilisées par les spécialistes jusqu’à nos jours. En 1887, Noreen est nommé troisième professeur de langues scandinaves à l’Université d'Uppsala. Noreen consacre les vingt dernières années de sa vie à l’écriture de Vårt språk (Notre langue), un ouvrage finalement inachevé dans lequel il expose sa vision de la langue suédoise, de sa grammaire, de sa phonologie et de sa morphologie. Noreen est élu au siège 12 de l’Académie suédoise en 1919, après la mort de Gustaf Retzius. 
Noreen est un partisan de la réforme de l’orthographe. Il propose d’épeler systématiquement le son sj, la consonne spirante palatale voisée, la consonne fricative alvéolo-palatine sourde et /ks/ (qui continuent à avoir plusieurs graphies dans l’orthographe suédoise) comme ‹ sj, j, tj, ks ›, respectivement. Il a également considéré ‹ Börjer Jarl › comme une orthographe alternative acceptable de Birger Jarl.  
Noreen est enterré au vieux cimetière d’Upssala (en). 

## Ouvrages
- Fryksdalsmålets ljudlära (1877) (en ligne sur hathitrust.org)
- Dalbymålet (1879)
- Fårömålet (1879)
- «Sam. Columbus 'En svensk ordeskötsel (avec G.Stjernström; 1881)
- Svensk språklära (avec E. Schwartz; 1881)
- Dalmålen (1881–83)
- Altislandische und altnorwegische Grammatik (1884) (en ligne sur www.ling.upenn.edu, archive.org)
- Om språkriktighet (1888)
- Utkast til föreläsningar i urgermansk ljudlära med huvudsakligt avseende på de nordiska språken (1888–90) (en ligne sur archive.org)
- Geschichte der germanischen Philologie (1891)
- Valda stycken af svenska författare 1526–1732 (avec E. Meyer; 1893)
- Altschwedisches Lesebuch (1892–1894)
- Spridda studier (1895)
- Altschwedische Grammatik mit Einschluss des Altgutnischen (1897) (en ligne sur www.ling.upenn.edu, archive.org)
- Nordiska Studier (1904) (en ligne sur archive.org)
- Vårt språk (1904–24)
  - Vårt språk, Nysvensk grammatik, i utförlig framställning, vol. 1, 1903 (lire en ligne)
  - Vårt språk, Nysvensk grammatik, i utförlig framställning, vol. 2, 1907 (lire en ligne)
  - Vårt språk, Nysvensk grammatik, i utförlig framställning, vol. 3, 1905 (lire en ligne)
  - Vårt språk, Nysvensk grammatik, i utförlig framställning, vol. 4, 1918 (lire en ligne)
  - Vårt språk, Nysvensk grammatik, i utförlig framställning, vol. 5, 1905 (lire en ligne)
  - Vårt språk, Nysvensk grammatik, i utförlig framställning, vol. 7, 1906 (lire en ligne)